# José Pittaro
José Juan Pittaro Santalazzaro (* 23. Juli 1946 in San Miguel de Tucumán) ist ein ehemaliger argentinischer Radrennfahrer.

## Sportliche Laufbahn
Pittaro war im Bahnradsport und im Straßenradsport aktiv. Er war Teilnehmer der Olympischen Sommerspiele 1968 in Mexiko-Stadt. Im Sprint scheiterte er in seinem Vorlauf und schied gegen Omar Pchakadse aus. Im 1000-Meter-Zeitfahren kam er auf den 9. Platz. Bei den Panamerikanischen Spielen 1971 gewann mit Raúl Halket, Juan Carlos Haedo und Carlos Miguel Álvarez die Silbermedaille in der Mannschaftsverfolgung. 1968 gewann er eine Etappe                                in der Volta de Ciclismo Internacional do Estado de São Paulo und 1972 im Etappenrennen Cruce de Los Andes.